# 坡州出版都市

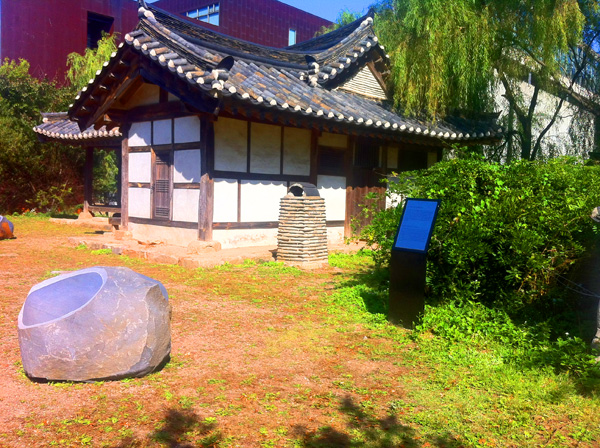
坡州出版都市の中心地にある伝統的な韓屋（2013年撮影）

坡州出版都市（パジュしゅっぱんとし、朝鮮語: 파주출판도시）は「坡州ブック・シティ」とも呼ばれ、韓国京畿道坡州市にあり、韓国における書籍の制作、出版、商品化、販売に特化した文化複合施設で、文化体育観光部に属する。
坡州書籍都市はソウルの北、非武装地帯に接している坡州市にあり、1998年の工事開始以来48万坪の敷地に250社の出版社があり、10,000人以上の人々が働いている（2013年）。企画から印刷、流通まで出版の全プロセスを網羅しており、ブック・カフェや書店も数多くある。
主なイベントには、春の児童書籍フェスティバル、秋の国際出版会議がある。
坡州出版都市は金浦国際空港の漢江向かい（右岸、東）にあり、これまで未開発の緑が多い環境に斬新なデザインの建物が多いので、ソウル観光の一つにもなっている。

## 参照項目
- 出版のプロセス